# Patterdale terrier
Az patterdale terrier egy angol kutyafajta.

## Történet
Kialakulása az 1700-as évekre tehető. Észak-Angliából származó, igen ritka kutyafajta. 

## Külleme
Marmagassága 30 centiméter, tömege 5-6 kilogramm. Kis termete ellenére bátor, harcias kutya, amelyben erősen él a terrierekre oly jellemző vadászösztön. Rövid, durva, vízhatlan szőrzete fekete, fekete-cser, barna vagy vörös színű. Teste zömök, szilárd csontozatú. 

## Jelleme
Természete bátor és ragaszkodó.  Élénk, sok mozgást igénylő eb. 

## Képgaléria

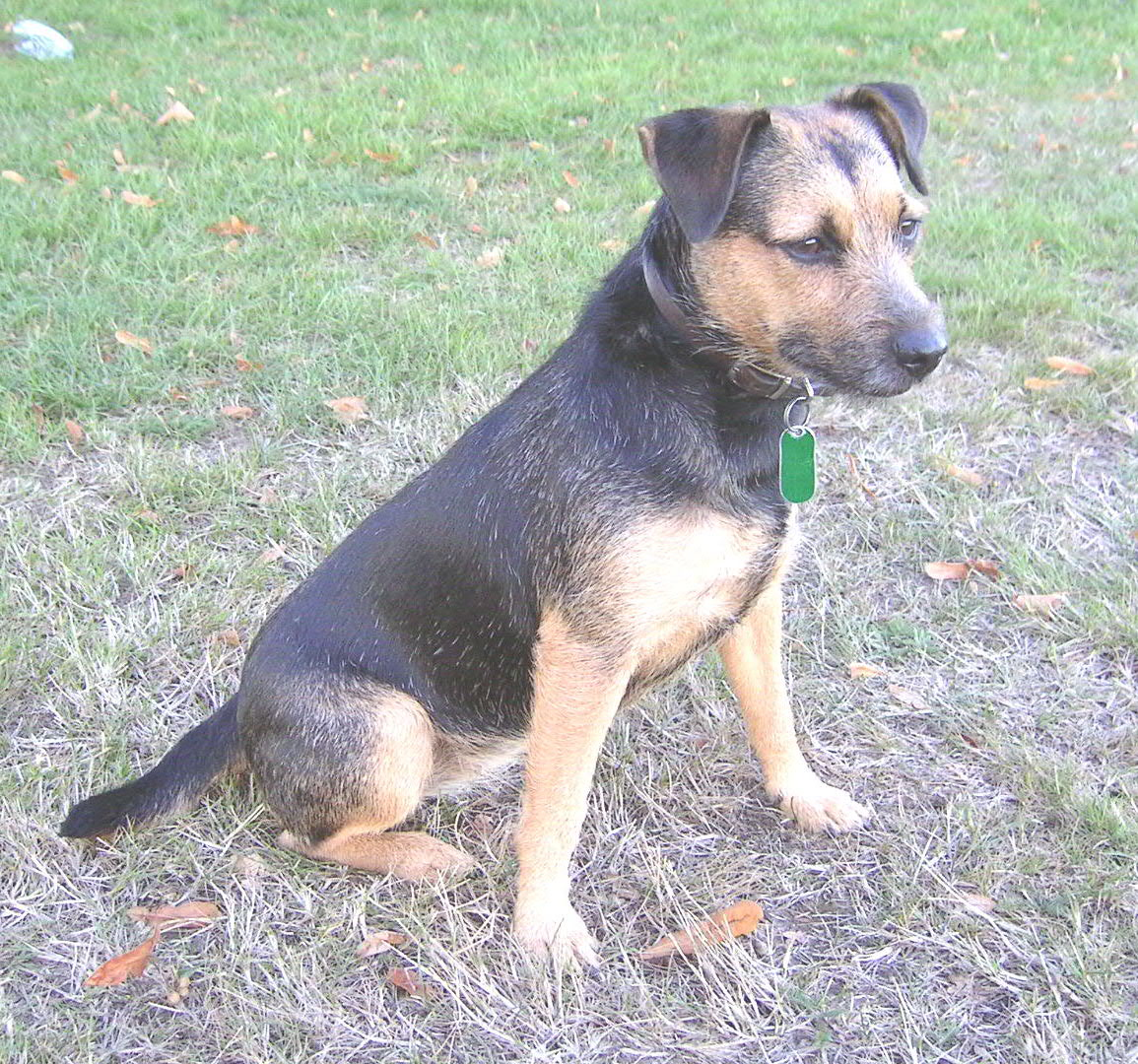
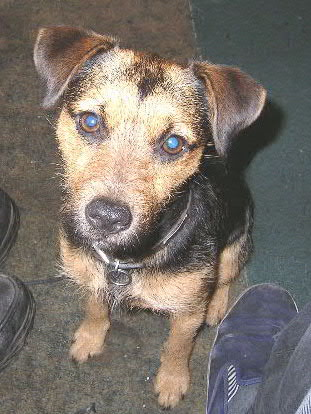
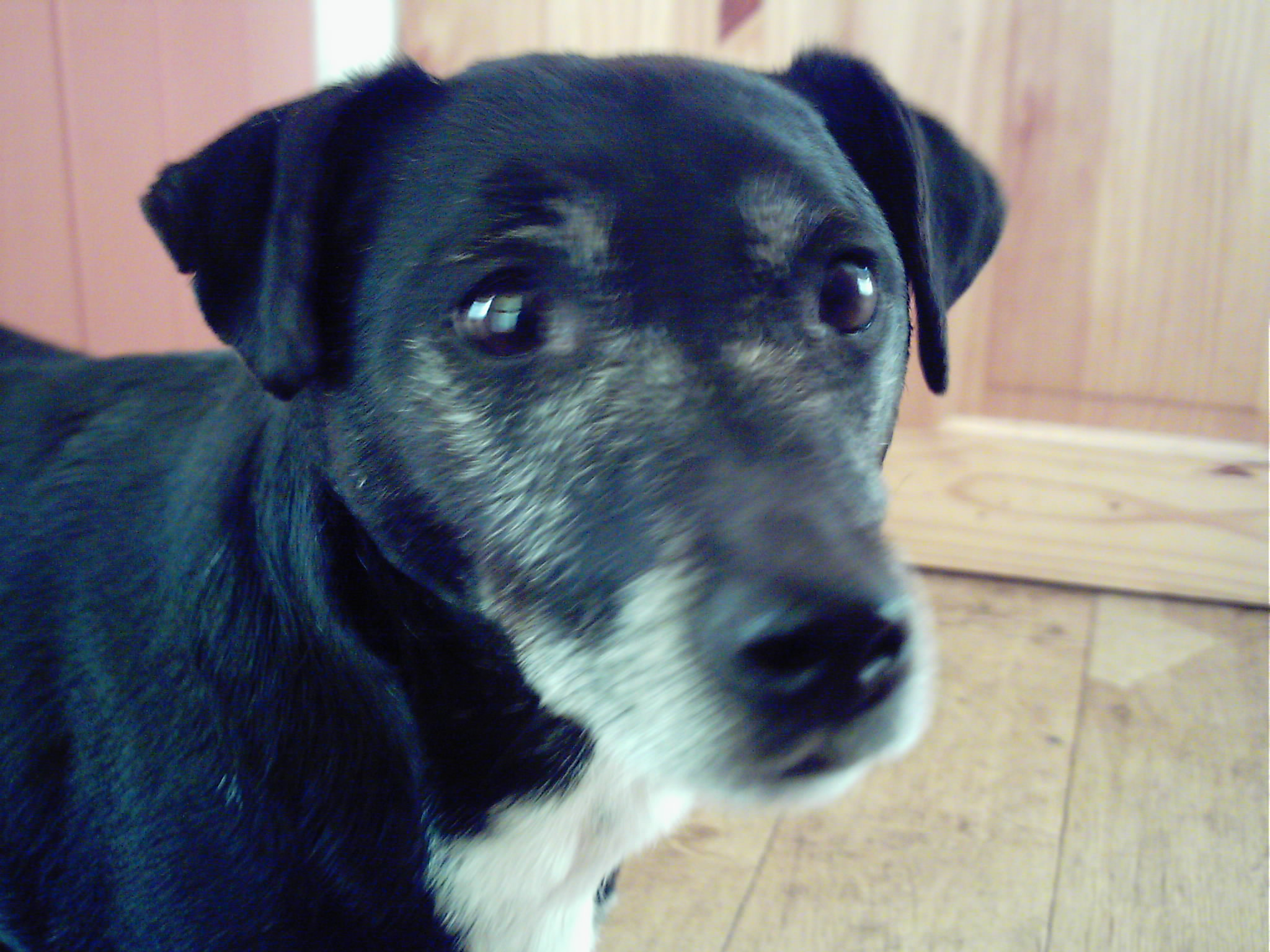
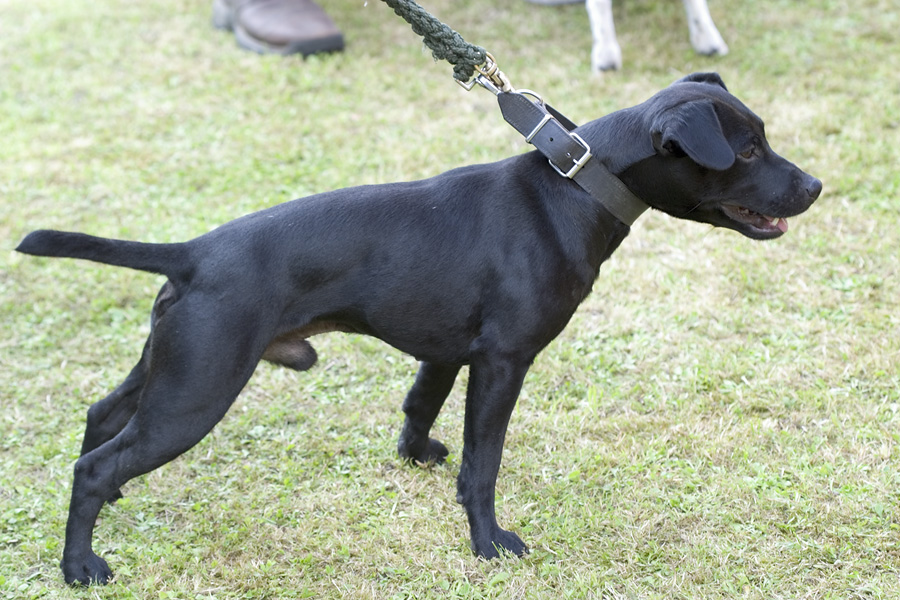